# Zale lunata
Zale lunata là một loài bướm đêm trong họ Erebidae.

## Hình ảnh

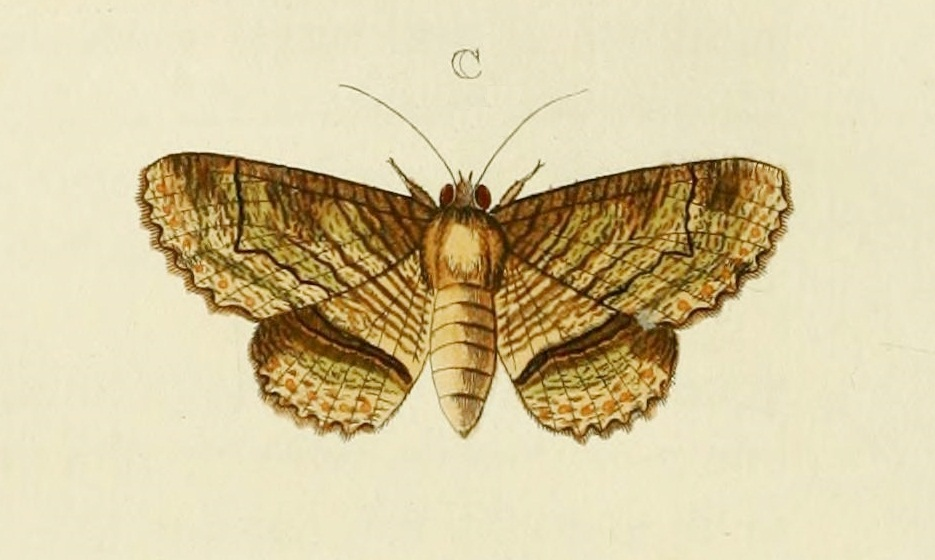
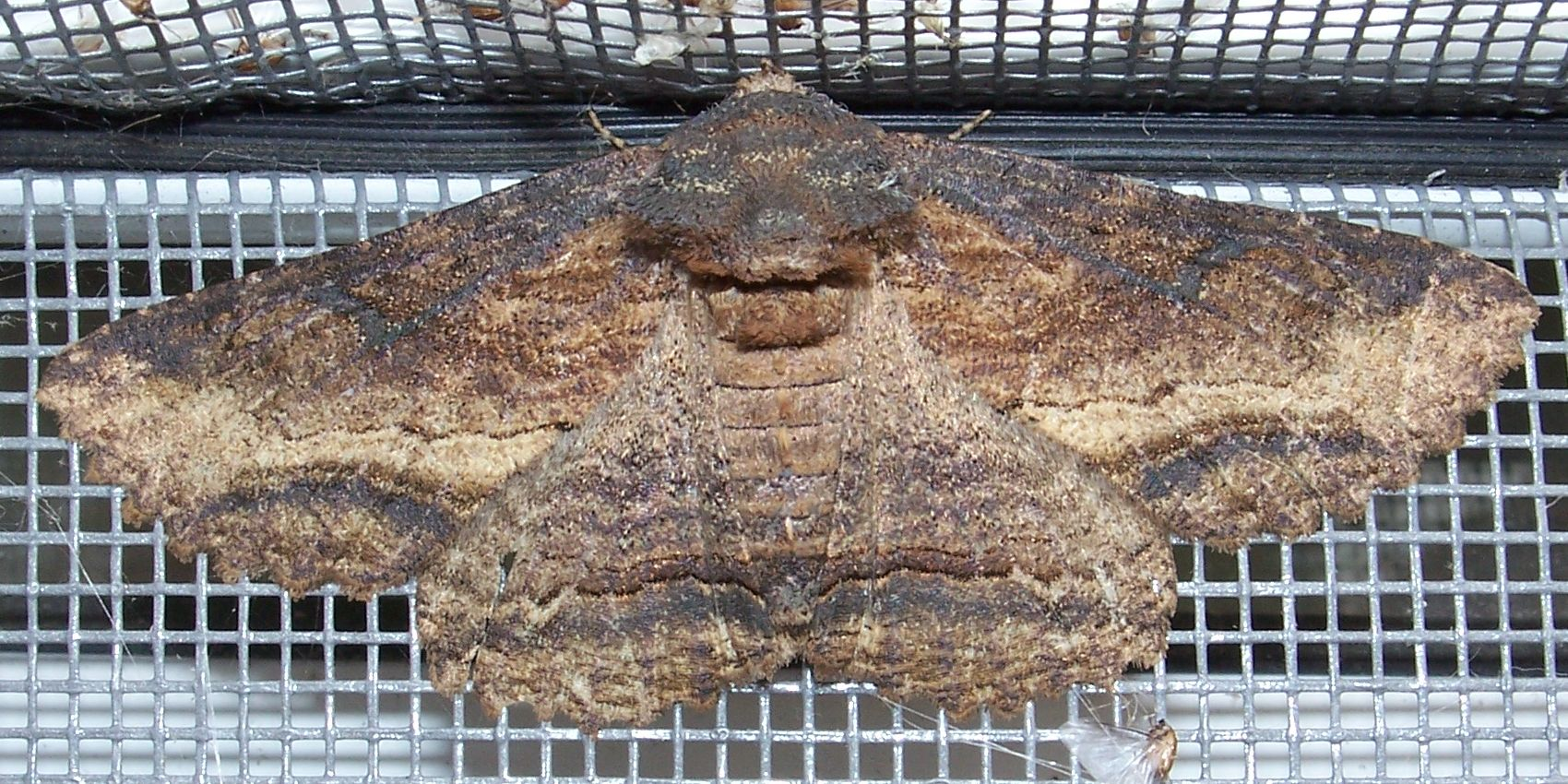
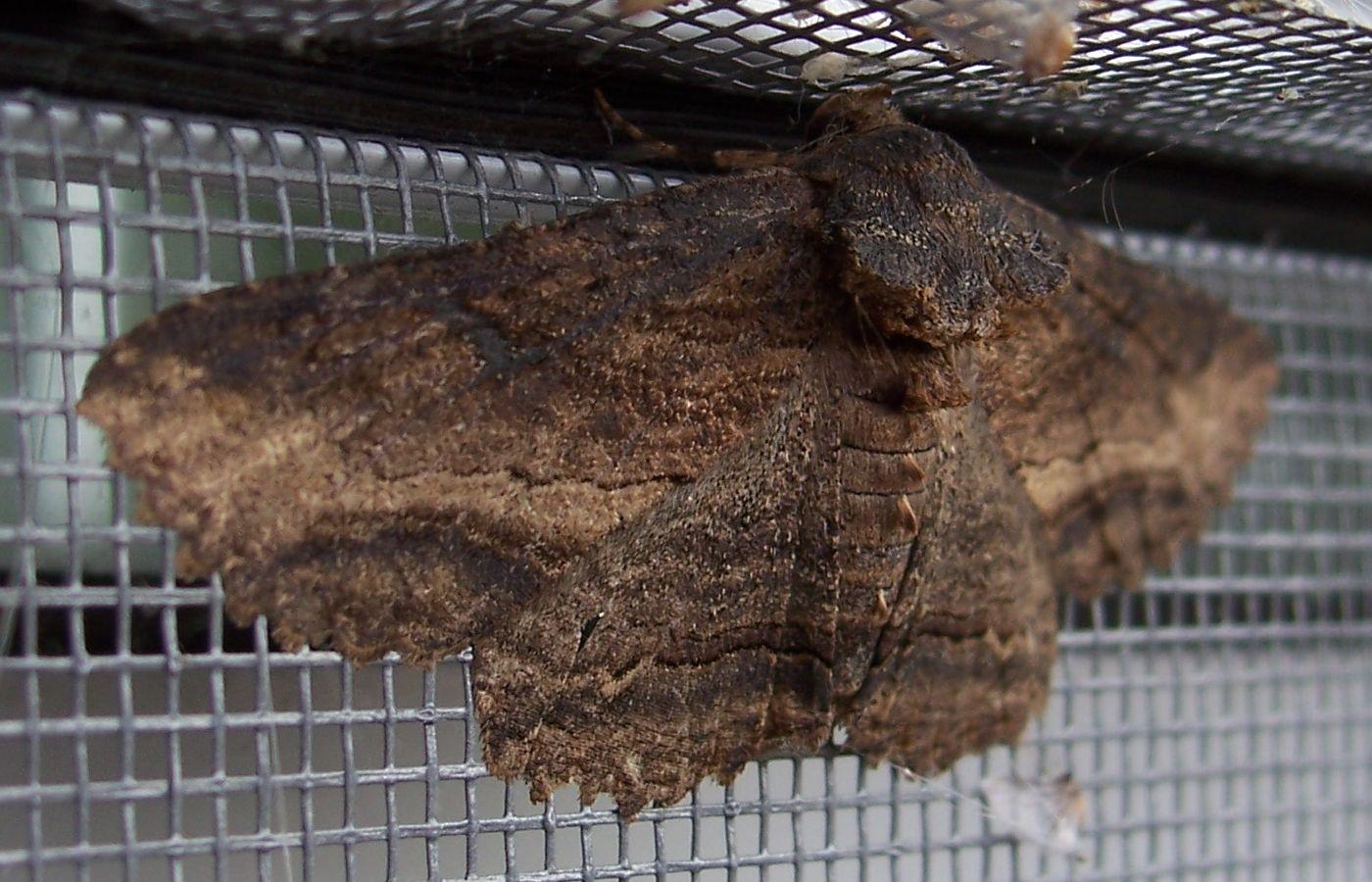